# Archie Goodwin
Archie Goodwin este un personaj din romanele polițiste ale lui Rex Stout. Naratorul glumeț al tuturor istoriilor, a consemnat toate cazurile rezolvate de șeful său, Nero Wolfe, din 1934 (Fer-de-Lance) până în 1975 (A Family Affair).
Archie este asistentul al lui Wolfe în investigațiile private, pe care Wolfe le desfășoară din casa sa confortabilă și luxoasă din New York, pe West 35th Street. Wolfe își părăsește rareori reședința - și se încăpățânează să nu părăsească niciodată casa din motive legate de munca sa - așa că Archie face cea mai mare parte a investigației reale, urmată de raportarea descoperirilor sale către Wolfe, care rezolvă cazul. Archie este un observator priceput și și-a antrenat memoria astfel încât să poată face rapoarte textuale, orale sau dactilografiate, despre conversații extinse. El susține că poate tasta de la 6 la 7 pagini pe oră în medie, sau până la 10 când trebuie să se grăbească.
Deoarece Wolfe este în general ignorant cu privire la detaliile logistice ale lumii din afara casei sale (și neinteresat de ele), el se bazează pe Archie cu privire la tot felul de informații și opinii practice. Tot la Archie apelează Wolfe pentru judecăți personale cu privire la caracterul femeilor legate de un caz oarecare.
Archie stă în vila lui Wolfe și dormitorul său este la etajul al treilea, el deținând toate mobilierele din interior. Sub patul său se află un gong care face parte dintr-un sistem de alarmă conceput să sune dacă cineva se apropie noaptea prea tare de ușa sau ferestrele dormitorului lui Wolfe. De obicei, își ia micul dejun în bucătărie, iar prânzul și cina în sufragerie cu Wolfe. Cu toate acestea, dacă trebuie să se grăbească ca să ajungă o întâlnire, va mânca în bucătărie sau la restaurant, deoarece Wolfe urăște să vadă cum cineva mănâncă în grabă.
În afara de munca de detectiv, Archie se ocupă și de contabilitatea și operațiunile bancare ale lui Wolfe, îi tapează corespondența și înregistrează germinația și alte date privind orhideele pe care Wolfe le crește ca hobby. Salariul său era de 200 USD pe săptămână, dar mai târziu este de 400 USD pe săptămână. Hobby-urile lui Archie includ dansul (de obicei în clubul Flamingo), pokerul și baseballul. A fost un fan al New York Giants până aceștia s-au mutat la San Francisco în 1957, apoi a devenit fan al New York Mets după ce echipa a fost înființată în 1962. Când se deplasează cu treabă prin Manhattan, de multe ori preferă să meargă pe jos decât să folosească mașina lui Wolfe sau să ia un taxi. Spre deosebire de angajatorul său, Archie are doar două excentricități evidente: băutura sa preferată este laptele și știe întotdeauna ora exactă.
Conversațiile lui Archie cu alte personaje scot adesea în relief simțul său al umorului, care poate servi unor scopuri, cum ar fi rolul de avocat al diavolului pentru a-l pune la treabă Wolfe; pentru a se debarasa sau a zădărî ofițerii de poliție; pentru a emite amenințări sub masca unor observații ironic ingenioase; sau a cuceri personaje feminine și a le determina să coopereze cu Wolfe.
Indiferent în ce an are loc acțiunea, Archie și celelalte personaje principale din cărțile despre Wolfe nu îmbătrânesc. Archie are vreo 30 de ani.[4](pp 383, 565) Rex Stout a menționat: Înălțime 6 picioare (183 cm). Greutate 180 livre (82 kg) Vârstă 32. Când mai târziu a fost întrebat de biograful său John J. McAleer la ce vârstă era fixat Archie în mintea sa, scriitorul a răspuns: „Îmi plac 34” S-a născut pe 23 octombrie în Chillicothe, Ohio. La vârsta de 12 ani locuia în Zanesville. Archie menționează odată o soră din Ohio (care i-a trimis pijamale de mătase de ziua lui).